# W niewoli u Matabelów

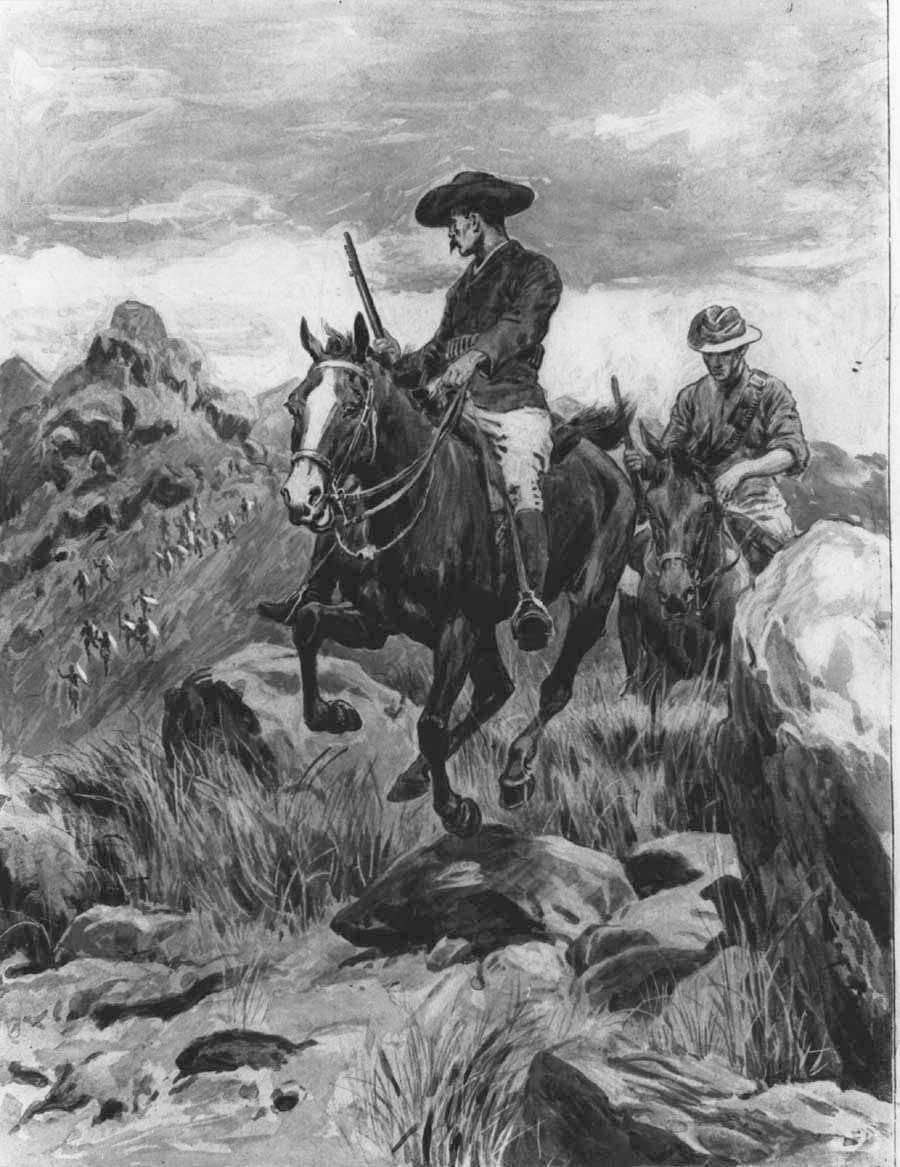
W ucieczce przed Matabelami

W niewoli Matabelów (czes. V zajetí Matabalů) – powieść przygodowa Františka Běhounka z 1948 roku. 
Jej akcja rozgrywa się na Czarnym Lądzie w końcu XIX stulecia. Głównym bohaterem jest kilkunastoletni chłopiec, który wyemigrował z rodzicami do Południowej Afryki. Wyrusza on na poszukiwanie przyjaciela uprowadzonego przez wojownicze plemię Matabelów podczas ich buntu w 1896 roku. Wraz ze swymi towarzyszami przeżywa liczne zagrożenia i przygody podczas wędrówki, w której styka się zarówno z miejscowymi plemionami, jak i z dziką fauną. 